# Neovalgus fumosus
Neovalgus fumosus är en skalbaggsart som beskrevs av Lewis 1887. Neovalgus fumosus ingår i släktet Neovalgus och familjen Cetoniidae. Inga underarter finns listade i Catalogue of Life.